# Geely Yuanjing S1
La Geely Yuanjing S1, chiamata anche Geely S1, è un'autovettura prodotta dalla casa automobilistica cinese Geely dal 2017 al 2019.
Al lancio avvenuto nel luglio 2017, la vettura era disponibile con un motore aspirato da 1,5 litri con 103 CV e un motore turbo da 1,4 litri con 133 CV.